# Pardosa cubana
Pardosa cubana este o specie de păianjeni din genul Pardosa, familia Lycosidae, descrisă de Bryant, 1940. Conform Catalogue of Life specia Pardosa cubana nu are subspecii cunoscute.